# 田尻務
田尻 務（たじり つかさ）は、幕末薩摩藩の家臣。通称は岑九郎（しんくろう）、別名は歳香、種賢。父は島津氏庶流・日置島津家当主の島津久風。

## 生涯
文政12年（1829年）、日置家12代当主・島津久風の四男として誕生し、田尻仲之丞種盈の養子となった。
藩の重役として藩政に勤めていたが、次期藩主をめぐって相続問題（お由羅騒動）が起こると、兄や弟らと日置派をつくって島津斉彬の擁立に奔走した。明治維新後は、近代社格制度により官幣大社となった霧島神宮の初代宮司となる。
明治10年（1877年）西南戦争が勃発すると、友人であった西郷隆盛のため薩軍へ霧島神宮の財産を投じるなどした。薩軍が敗北するとその罪を問われ、鹿児島県令の大山綱良と共に長崎監獄へ投獄された。しかし大山が斬首された一方、田尻は処刑を免れる。ただし宮司職は罷免された。
その後は西南戦争の遺族の世話などに当たり、明治17年（1884年）に死去した。享年56。